# بوينت دي أفينيري
بوينت دي أفينيري (بالإنجليزية: Pointe d'Aveneyre)‏ هو أحد جبال سلسلة جبال الألب البرنية ويقع في كانتون فود في سويسرا. يحتل المرتبة رقم 380 في قائمة جبال سويسرا من حيث الارتفاع، إذ يبلغ ارتفاعه حوالي 2026 متر، بينما يبلغ ارتفاع نتوء الجبل 405 متر.